# Cantone di Moÿ-de-l'Aisne
Il Cantone di Moÿ-de-l'Aisne era una divisione amministrativa dell'arrondissement di San Quintino con capoluogo Moÿ-de-l'Aisne.
A seguito della riforma approvata con decreto del 21 febbraio 2014, che ha avuto attuazione dopo le elezioni dipartimentali del 2015, è stato soppresso.

## Composizione
Comprendeva 17 comuni:
- Alaincourt
- Benay
- Berthenicourt
- Brissay-Choigny
- Brissy-Hamégicourt
- Cerizy
- Châtillon-sur-Oise
- Essigny-le-Grand
- Gibercourt
- Hinacourt
- Itancourt
- Ly-Fontaine
- Mézières-sur-Oise
- Moÿ-de-l'Aisne
- Remigny
- Urvillers
- Vendeuil